# Roman Proszek

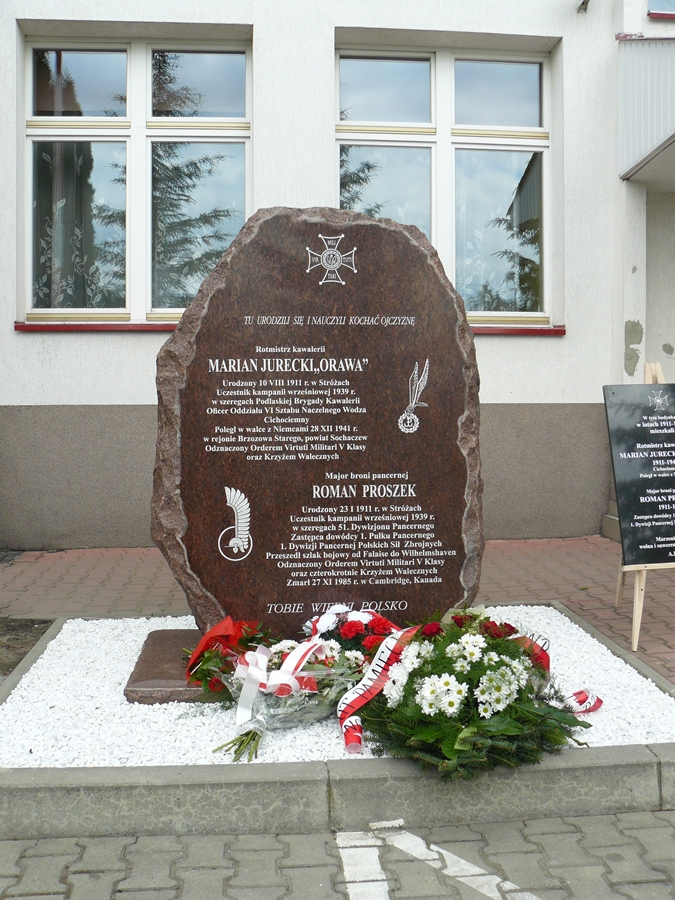
Stróże, pomnik mjr. Romana Proszka i rtm. Mariana Jureckiego

Roman Józef Aleksander Proszek (ur. 23 stycznia 1911 w Stróżach Wyżnych, zm. 27 listopada 1985 w Cambridge) – major broni pancernych Wojska Polskiego.

## Życiorys
Roman Proszek urodził się 23 stycznia 1911 w Stróżach Wyżnych, w rodzinie Józefa, maszynisty kolejowego, i Zofii z domu Bisztyga. Do szkoły powszechnej uczęszczał w rodzinnej miejscowości Stróże, maturę zdał w Gimnazjum Humanistycznym w Grybowie, studiował na Uniwersytecie Jagiellońskim na wydziale matematyczno-fizycznym. W 1930 został przyjęty na roczny Kurs Unitarny w Szkole Podchorążych Piechoty w Różanie. W następnym roku rozpoczął naukę w Szkole Podchorążych Artylerii w Toruniu. 5 sierpnia 1933 Prezydent RP mianował go podporucznikiem ze starszeństwem z dniem 15 sierpnia 1933 i 58. lokatą w korpusie oficerów artylerii, a Minister Spraw Wojskowych wcielił do 22 pułku artylerii lekkiej w Przemyślu. Na stopień porucznika został awansowany ze starszeństwem z dniem 1 stycznia 1936 i 65. lokatą w korpusie oficerów artylerii. Skierowany na 9 miesięczny Kurs Aplikacyjny dla Oficerów w Centrum Wyszkolenia Broni Pancernych w Modlinie. W marcu 1939 pełnił służbę w 5 batalionie pancernym w Krakowie na stanowisku dowódcy plutonu w szwadronie pancernym. W tym czasie w stopniu porucznika ze starszeństwem z dniem 1 stycznia 1936 zajmował 16. lokatę w korpusie oficerów broni pancernych.
W czasie kampanii wrześniowej 1939 walczył jako dowódca plutonu techniczno-gospodarczego 51 dywizjonu pancernego. Od 20 września do 26 października 1939 przebywał w obozie internowanych w miejscowości Zebegeny na Węgrzech. Z obozu przedostał się do Francji, wstąpił do odtworzonej przez gen. Stanisława Maczka 10 Brygady Kawalerii Pancernej 1 pułku czołgów w miejscowości Coëtquidan. Ponownie brał udział w walkach na terenie Francji a po jej upadku ewakuował się do Wielkiej Brytanii. 30 maja 1941 został wyznaczony na stanowisko dowódcy 3 kompanii 65 baonu czołgów.
W 1942 dostał przydział do 1 pułku pancernego, a w 1943 został awansowany na kapitana w korpusie oficerów broni pancernych. Po przeprowadzeniu przez aliantów inwazji w Normandii jednostka wojskowa kapitana Proszka została przerzucona do walki na teren Francji, w sierpniu 1944. Od Normandii przez Falaise, Chambois, Belgię, Holandię i północne Niemcy przeszedł cały szlak bojowy polskiej 1 Dywizji Pancernej, sprawując w okresie od listopada 1944 do 10 czerwca 1947 funkcję pierwszego zastępcy dowódcy pułku. 1 lutego 1945 został awansowany na majora w korpusie oficerów broni pancernych.
16 kwietnia 1947, po dwóch latach okupacji Niemiec, powrócił z 1 Dywizją Pancerną do Anglii. 21 maja 1947 wstąpił do Polskiego Korpusu Przysposobienia i Rozmieszczenia. 10 czerwca 1947, po rozwiązaniu pułku, został dowódcą szwadronu 1-go pułku pancernego w składzie 510 Oddziału PKPR. 31 października 1947 objął dowództwo pododdziału noszącego nazwę „Szwadron 1/2 Pułków Pancernych”, powstałego z połączenia dotychczasowych szwadronów 1 i 2 pułku pancernego.
W 1948 roku wyemigrował do Kanady, kupił farmę i osiedlił się najpierw w Sheffield a potem przeniósł się do Cambridge w Ontario. 25 października 1950 zawarł związek małżeński z Zofią Hanną Siemaszko (była żołnierzem Armii Krajowej), która w 1945 roku została uwolniona z obozu jenieckiego w Oberlangen w Niemczech przez 1 Dywizję Pancerną. Major Proszek był jednym z założycieli Stowarzyszenia Żołnierzy 1 Dywizji Pancernej w Kanadzie, piastując aż do śmierci funkcję przewodniczącego. Działał również w Stowarzyszeniu Weteranów Armii Polskiej, w Stowarzyszeniu Polskich Kombatantów, w Kole Koleżeńskim 1 i 2 pułku pancernego oraz w Royal Canadian Legion. Zmarł nagle 27 listopada 1985 w Cambridge, Ontario (Kanada).

## Upamiętnienie
- 17 czerwca 2015 roku w miejscowości Stróże został odsłonięty pomnik ku pamięci majora Romana Proszka i rotmistrza Mariana Jureckiego, ufundowany przez Radę Ochrony Pamięci Walk i Męczeństwa.
- Na budynku przy stacji kolejowej w Stróżach gdzie urodził się i mieszkał Proszek (oraz rtm. Marian Jurecki) w latach 1911 - 1930, od 2015 roku znajduje się tablica pamiątkowa. 7 października 2023 roku w tym samym miejscu został odsłonięty mural upamiętniający mjr. Proszka (i rtm. Jureckiego). Wykonawcą muralu i autorem projektu jest Arkadiusz Andrejkow[7][8].

## Ordery i odznaczenia
- Krzyż Srebrny Orderu Wojskowego Virtuti Militari nr 12974[9]
- Krzyż Kawalerski Orderu Odrodzenia Polski (18 lipca 1984)[10]
- Krzyż Walecznych czterokrotnie
- Złoty Krzyż Zasługi z Mieczami dwukrotnie
- Medal Wojska dwukrotnie
- belg. Krzyż Wojenny z Palmami
- franc. Krzyż Kombatantów (La Croix de Combattant)
- franc. Medal Pamiątkowy Wielkiej Wojny
- bryt. Gwiazda Wojny 1939–1945
- bryt. Medal Obrony 1939–1945

Ponadto posiadał polskie odznaczenia kombatanckie:
- Miecze Hallerowskie Stowarzyszenia Weteranów Armii Polskiej
- Złoty Krzyż Zasługi Stowarzyszenia Polskich Kombatantów w Kanadzie
- Srebrna Odznaka Honorowa Federacji Światowej SPK